# Reinhard Lullies
Reinhard Lullies (né le 1er septembre 1907 à Königsberg et mort le 17 janvier 1986 à Göttingen) est un archéologue classique allemand.

## Biographie
Reinhard Lullies étudie l'histoire de l'art, l'archéologie classique et la philologie à partir de 1925 (entre autres avec Wolfgang Schadewaldt) à l'université de Königsberg et obtient son doctorat en 1931 avec Bernhard Schweitzer (de) avec la thèse Les types de l'hermès grec. De 1932 à 1934, il est assistant au Séminaire Archéologique de l'université de Königsberg. En 1934/35, il est titulaire d'une bourse de voyage de l'Institut archéologique allemand . De 1935 à 1937, il travaille à Berlin comme consultant scientifique à l'Institut archéologique allemand. Il se rend ensuite à Munich, où il devient conservateur des collections antiques. De 1940 à 1945, Lullies sert comme soldat pendant la Seconde Guerre mondiale et retourne à Munich après une courte période d'emprisonnement en 1945, où il est promu conservateur en chef de la collection d'antiquités. En 1962, Lullies reprend la direction du département des antiquités (de) des Collections d'art de l'État de Cassel (de), qu'il occupe jusqu'à sa retraite en 1972. Il enseigne également à l'université de Göttingen, qui le nome professeur honoraire. Il meurt à Göttingen en 1986, peu avant d'achever son dernier ouvrage intitulé Archäologenbildnisse (de).
Le nom de Lullie est particulièrement associé à la recherche sur la céramique grecque et la sculpture grecque. De 1939 à 1975, il écrit sept volumes pour le Corpus Vasorum Antiquorum Deutschland (de) (CVA), dont cinq pour la Collection d'antiquités de Munich (1939, 1944, 1952, 1956, 1961) et deux pour le musée de Cassel (1972, 1975). Il n'interrompt pas le travail à ce sujet même pendant son déploiement en temps de guerre. Son livre Griechische Vasen der reiarchaischen Zeit, publié en 1953, est également l'un des ouvrages les plus importants en langue allemande sur la céramique grecque - également en raison de ses excellentes images de Max Hirmer.
En 1956, alors qu'il est à Munich, la première édition de son livre Griechische Plastik von den Anfängen bis zum Ausgang des Hellenismus, qui est considéré comme l'ouvrage de référence pendant de nombreuses années, est publiée en 1957 et traduite en anglais, italien et néerlandais, 1958 en suédois et 1959 en français. De nouvelles éditions révisées, dans lesquelles Lullies étend la portée de l'ouvrage à l'Empire romain, paraissent en allemand en 1960 (anglais 1960, italien 1963), 1972 et 1979.
Le physiologiste Hans Lullies (de) est son frère.

## Travaux (sélection)
- Die Typen der griechischen Herme. Gräfe und Unzer, Königsberg 1931 (Dissertation).
- Antike Kleinkunst in Königsberg Pr. Gräfe und Unzer, Königsberg 1935.
- Griechische Vasen der reifarchaischen Zeit. Hirmer, Munich, 1953.
- Eine Sammlung griechischer Kleinkunst. Hirmer, Munich, 1955 (= Sammlung Hans von Schoen (de)).
- Griechische Plastik von den Anfängen bis zum Ausgang des Hellenismus. Hirmer, Munich, 1956.
  - 4. erweiterte und völlig neu bearbeitete Auflage: Griechische Plastik von den Anfängen bis zum Beginn der römischen Kaiserzeit. Hirmer, Munich, 1979  (ISBN 3-7774-3050-1).
- Vergoldete Terrakotta-Appliken aus Tarent (= Mitteilungen des Deutschen Archäologischen Instituts, Römische Abteilung Ergänzungs-Heft 7). Kerle, Heidelberg 1962.
- avec Wolfgang Schiering (Hrsg.): Archäologenbildnisse (de). Porträts und Kurzbiographien von Klassischen Archäologen deutscher Sprache. Zabern, Mayence, 1988  (ISBN 3-8053-0971-6).